# Archaeolemuridae

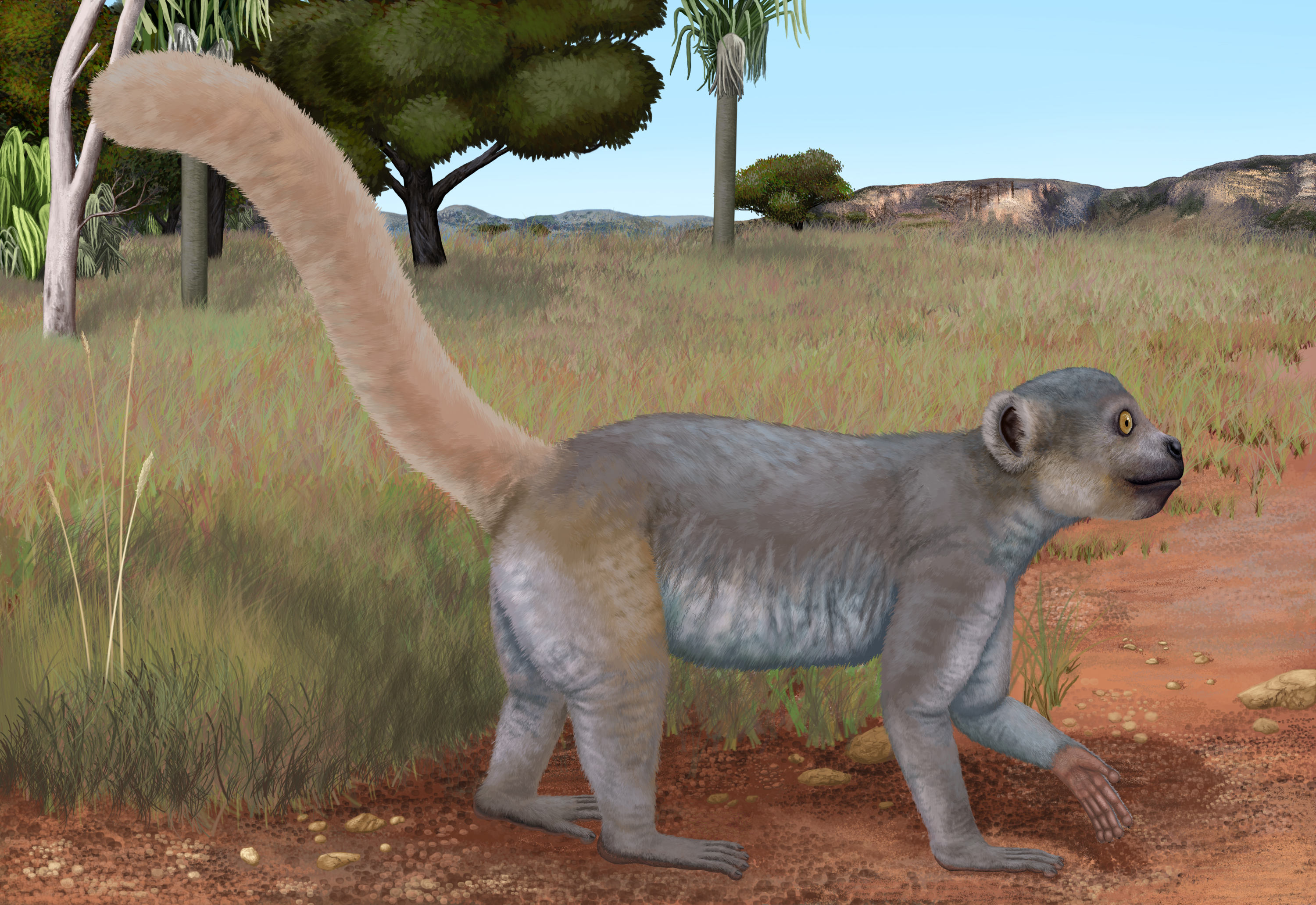
Mögliches Aussehen von Archaeolemur edwardsi

Die Archaeolemuridae sind eine ausgestorbene Familie von Primaten, die bis vor rund 500 bis 1000 Jahren auf Madagaskar lebte. Sie werden heute meist als eigenständige Familie der Lemuren klassifiziert, früher galten sie als Archaeolemurinae als Unterfamilie der Indriartigen (Indriidae). Sie wiesen in ihrem Körperbau und vermutlich auch in ihrer Lebensweise Ähnlichkeiten mit den Pavianen auf.
Diese Primaten erreichten vermutlich ein Gewicht von 15 bis 25 Kilogramm. Ihr Schädelbau ähnelt dem der lebenden Indriartigen, war aber massiver und wies unter anderem einen kräftigeren Unterkiefer auf. Die oberen Schneidezähne waren stark vergrößert und ragten ebenso nach vorne wie die unteren Schneidezähne, die jeweils drei Prämolaren waren vergrößert und bildeten eine durchgehende Scherkante. Die Molaren besaßen nur kleine, abgerundete Höcker.
Die Gliedmaßen dieser Tiere waren kurz und kräftig, ihre Anatomie deutet – in konvergenter Entwicklung zu manchen Meerkatzenverwandten – auf eine vorwiegend bodenbewohnende Lebensweise hin.
Subfossile Überreste mit einem Alter von 3000 bis 1000 Jahren wurden in mehreren Teilen Madagaskars gefunden. Ihr Aussterben dürfte in direktem Zusammenhang mit der Besiedlung dieser Insel vor 1500 Jahren stehen. Im Zuge dieser Besiedlung sind eine Reihe von Großtieren, auch Primatenarten wie die Riesenlemuren, vermutlich aufgrund der Bejagung und der weitflächigen Zerstörung des Lebensraums durch Brandrodung ausgerottet worden.
Es werden zwei Gattungen mit drei Arten unterschieden.
- Die Gattung Archaeolemur umfasste zwei Arten, A. majori und A. edwardsi. Sie erreichte ein Gewicht von 15 bis 25 Kilogramm und besaß kurze, kräftige Gliedmaßen, die in ähnlicher Weise wie bei den Pavianen entwickelt haben. Auch die Backenzähne weisen Konvergenzen zu diesen Tieren auf, sodass eine omnivore Ernährung (Früchte, Samen und Kleintiere) vermutet werden kann.
- Die Gattung Hadropithecus umfasste nur eine Art, H. stenognathus. Er war annähernd gleich groß wie Archaeolemur und ähnelte diesem im Körperbau, war aber noch stärker an eine terrestrische Lebensweise angepasst. Sein Schädelbau und die Zähne zeigen auffallende Ähnlichkeiten mit denen des Dschelada. Man vermutet, dass er sich ähnlich wie dieser vorwiegend von Gräsern ernährte, eine unter Primaten äußerst seltene Ernährungsweise.